# ソユーズ (派閥)
ソユーズ（ロシア語: Союз, ラテン文字転写: Soyuz）は、ソビエト連邦の人民代議員大会の中で結成されたソビエト連邦共産党保守派の派閥である。
ソ連末期の1990年2月14日に結成された。保守系議員のヴィクトル・アルクスニスや、エゴール・リガチョフらが派閥のリーダーを務めた。ミハイル・ゴルバチョフが進めるペレストロイカに対して批判的であり、対立していた。西側諸国に妥協的であるとしてエドゥアルド・シェワルナゼ外相の更迭を求めたこともある。